# Mariä Geburt (Volsbach)

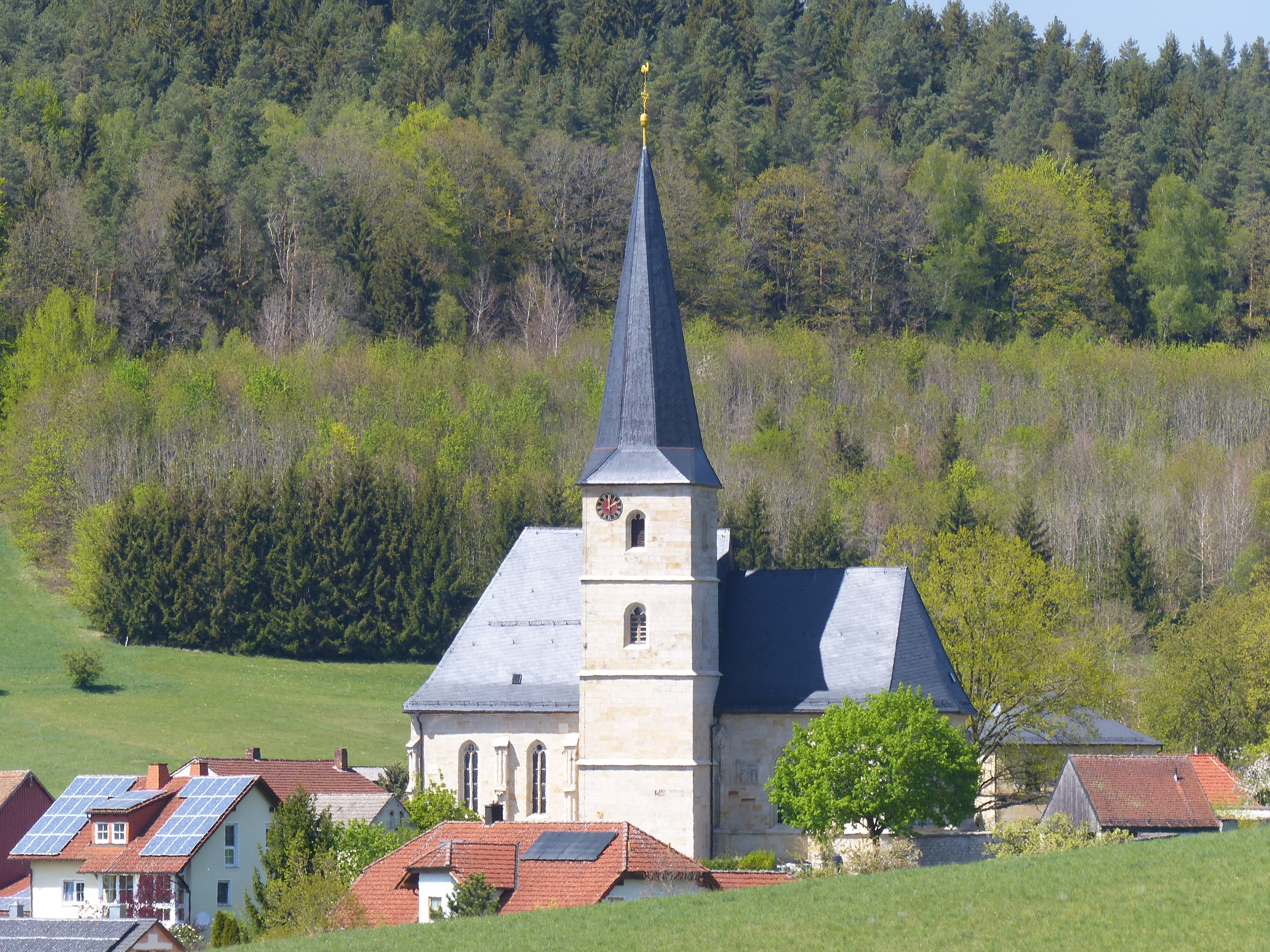
Mariä Geburt (Volsbach)

Die römisch-katholische, denkmalgeschützte Pfarrkirche Mariä Geburt steht in Volsbach, einem Gemeindeteil der Gemeinde Ahorntal im Landkreis Bayreuth (Oberfranken, Bayern). Die Kirche ist unter der Denkmalnummer D-4-72-111-24 als Baudenkmal in der Bayerischen Denkmalliste eingetragen. Die Pfarrei gehört zum Seelsorgebereich Fränkische Schweiz Nord im Dekanat Bayreuth des Erzbistums Bamberg.

## Beschreibung
Die spätgotische Saalkirche aus Quadermauerwerk besteht aus einem 1474 gebauten, von Strebepfeilern gestützten Langhaus, das mit einem Walmdach bedeckt ist und einem um 1510 gebauten eingezogenen Chor mit Fünfachtelschluss im Osten mit der Sakristei an seiner Nordwand und einem Chorflankenturm, der mit einem achtseitigen Knickhelm bedeckt ist, an seiner Südwand. Der Altar aus dem ehemaligen Ursulinenkloster in Würzburg stammt aus der Zeit des Rokoko. Sein Altarretabel zeigt die Christi Himmelfahrt. Die Johannisschüssel ist spätgotisch. Die übrige Kirchenausstattung von 1901 ist neugotisch.